# Zarządzanie procesami biznesowymi

Zarządzanie procesami biznesowymi (ang. business process management, BPM) – podejście do zarządzania koncentrujące się na optymalizacji przebiegu procesów biznesowych w organizacjach. BPM odnosi się do następujących pięciu fraz:
- Projektowanie (ang. design). Na tym etapie przeprowadzana jest analiza istniejących procesów i ustalenie tego, co można poprawić. Następnie wykorzystując standaryzację i automatyzację należy opracować nowy proces biznesowy.
- Modelowanie (ang. modeling). Polega na sprawdzeniu jak przeprojektowany proces biznesowy działa w różnych scenariuszach.
- Wdrożenie (ang. execution). Na tym etapie wdraża się usprawnienia, w tym standaryzację i automatyzację procesów.
- Monitorowanie (ang. monitoring). Polega na śledzeniu nowych usprawnień w celu sprawdzenia ich działania.
- Optymalizacja (ang. optimization). Kontynuacja usprawniania/ciągłe doskonalenie procesu[1].

Firma badawcza Gartner podaje następującą definicję:
Zarządzanie procesami biznesowymi (BPM) to dyscyplina, która wykorzystuje różne metody do odkrywania, modelowania, analizowania, mierzenia, ulepszania i optymalizacji procesów biznesowych. Proces biznesowy koordynuje zachowanie ludzi, systemów, informacji i rzeczy w celu uzyskania wyników biznesowych, wspierających strategię biznesową. Procesy mogą być ustrukturyzowane i powtarzalne lub nieustrukturyzowane i zmienne. Chociaż nie jest to wymagane, BPM jest często wspierane przez technologię. BPM jest kluczem do dostosowania inwestycji IT/OT do strategii biznesowej.
Z początku zarządzanie procesami biznesowymi skupiało się na optymalizacji pojedynczych procesów. Współcześnie podejście BPM wymaga bardziej holistycznego spojrzenia na zarządzanie procesami organizacyjnymi. W tym celu zarządzanie procesami biznesowymi jest rozumiane jako zintegrowany zestaw możliwości organizacyjnych związanych z dostosowaniem strategicznym, zarządzaniem, metodyką, technologią, ludźmi i kulturą. W rezultacie systemy BPM pozwalają na koordynację pracy ludzi, systemów, informacji i materiałów w celu uzyskania wyników biznesowych.

Podejście BPM prowadzi do zwiększenia wydajności, redukcji błędów ludzkich i oszczędności kosztów. BPM łączy aspekty oprogramowania i IT z najlepszymi praktykami zarządzania w celu rozwiązania problemów strukturalnych w organizacji. Przykładami metodologii BPM są narzędzia Six Sigma i zasady metodyk zwinnych.

## Narzędzie informatyczne wspierające BPM
Do głównych funkcjonalności systemów BPM zalicza się:
- uwolnienie i odpowiednie kierowanie przepływem informacji oraz nadzór nad poszczególnymi działaniami,
- mapowanie, wizualizacja i analiza procesów,
- odzwierciedlenie przebiegu procesów w elektronicznych formularzach zapisu i kontroli danych,
- monitorowanie procesów w czasie rzeczywistym,
- integracja z systemami zewnętrznymi w firmie, takimi jak CRM czy ERP,
- generowanie raportów i analiz dotyczących wydajności procesów,
- budowa i nadawanie obiegu elektronicznych formularzy, spójnie z przebiegiem procesu,
- projektowanie i nadzorowanie ścieżki zadań – workflow,
- kontrola poszczególnych etapów realizacji działań.

Istnieją narzędzia, które wspierają BPM (m.in. Camunda, Activiti, Webcon i PowerApps).